# Sertularella wallacei
Sertularella wallacei är en nässeldjursart som beskrevs av Eberhard Stechow 1926. Sertularella wallacei ingår i släktet Sertularella och familjen Sertulariidae. Inga underarter finns listade i Catalogue of Life.